# Mijn Omgeving Online
Mijn Omgeving Online (MOO) is een online platform voor het onderwijs, dat sociale-media-componenten en lesmateriaal combineert. Dit betaalproduct is ontwikkeld door het Nederlandse schoolmaterialenbedrijf Heutink ICT.
In 2016 telde het platform 400.000 schoolkinderen als gebruiker.
Een van de te koppelen modules is Google Classroom.
De gebruikersaccounts voor MOO zijn gekoppeld aan Google, waardoor ieder kind bij gebruik meteen een Google-account heeft. Het heeft daarmee toegang tot Google-producten zoals onder meer Google Zoeken, Google Chrome en Gmail, en daarmee heeft Google toegang tot gegevens van de gebruiker (het schoolkind). Zo'n Google Workspace-account geeft toegang tot de meeste Google-producten via het e-mailadres dat een beheerder (de onderwijsinstelling) toewijst aan een gebruiker (het schoolkind). De beheerder heeft toegang heeft tot alle gegevens die in dit account wordt opgeslagen, waaronder e-mailcorrespondentie.